# 1413
Cette page concerne l'année 1413  du calendrier julien.
L'année 1413 est une année commune qui commence un dimanche.

## Événements
- Février : mort de Mahmûd II. Daulat Khan Lodi est proclamé sultan de Delhi par la noblesse de Delhi[1].
- 26 février : Yoncle envoie son eunuque Hai Tong en Mongolie pour obtenir la libération des envoyés chinois fait prisonniers par le nouveau grand khan Ma-ha-mou. À la suite de l'hostilité témoignée par Ma-ha-mou contre la Chine et à l'échec de la mission de Hai Tong, l’empereur Ming intervient en personne contre Ma-ha-mou qui est mis en déroute en 1414[2].

- 5 juillet : victoire de Mehmed Ier Çelebi (le seigneur) sur son frère Musa à la bataille de Çamurlu, près de Samokov, avec le soutien du despote serbe Stefan Lazarević[3],[4]. Mehmed est reconnu sultan et reconstitue l’empire ottoman. Il maintient la paix jusqu’à sa mort en 1421.

- Automne : départ du quatrième voyage de Zheng He (fin le 12 août 1415)[5]. Il visite Calicut, Ormuz et la côte orientale de l'Afrique[6].

- Retour en France d’Anselme d'Ysalguier, noble toulousain qui aurait vécu à Gao après avoir épousé une princesse Songhaï dénommée Salou Casaïs[7]. En 1413, le géographe juif majorquin Mecia de Villadestes dessine une carte de l’Afrique occidentale mentionnant la ville de Gao[8]. Huit ans plus tard, le dauphin Charles en visite à Toulouse est soigné et guéri par Ben Ali, médecin amené de Tombouctou par Salou Casaïs.

### Europe
- 30 janvier - 9 février, France : les États généraux, réunis à l’hôtel Saint-Pol, s’opposent à la guerre civile[9],[10].
- 7 février : sous la directive de Pedro de Luna se déroule la dispute de Tortosa entre plusieurs rabbins et le converse Jérôme de Santa Fe, qui déclenche de nombreuses conversions des Juifs (fin le 12 novembre 1414)[11].
- 20 mars :  troubles à Gênes : quatorze révolutions se succèdent de 1413 à 1453[12].
- 27 mars : Georges Adorno est nommé doge de Gênes (fin en 1415)[13].
- 9 avril : couronnement du roi Henri V d'Angleterre (fin de règne en 1422)[14].

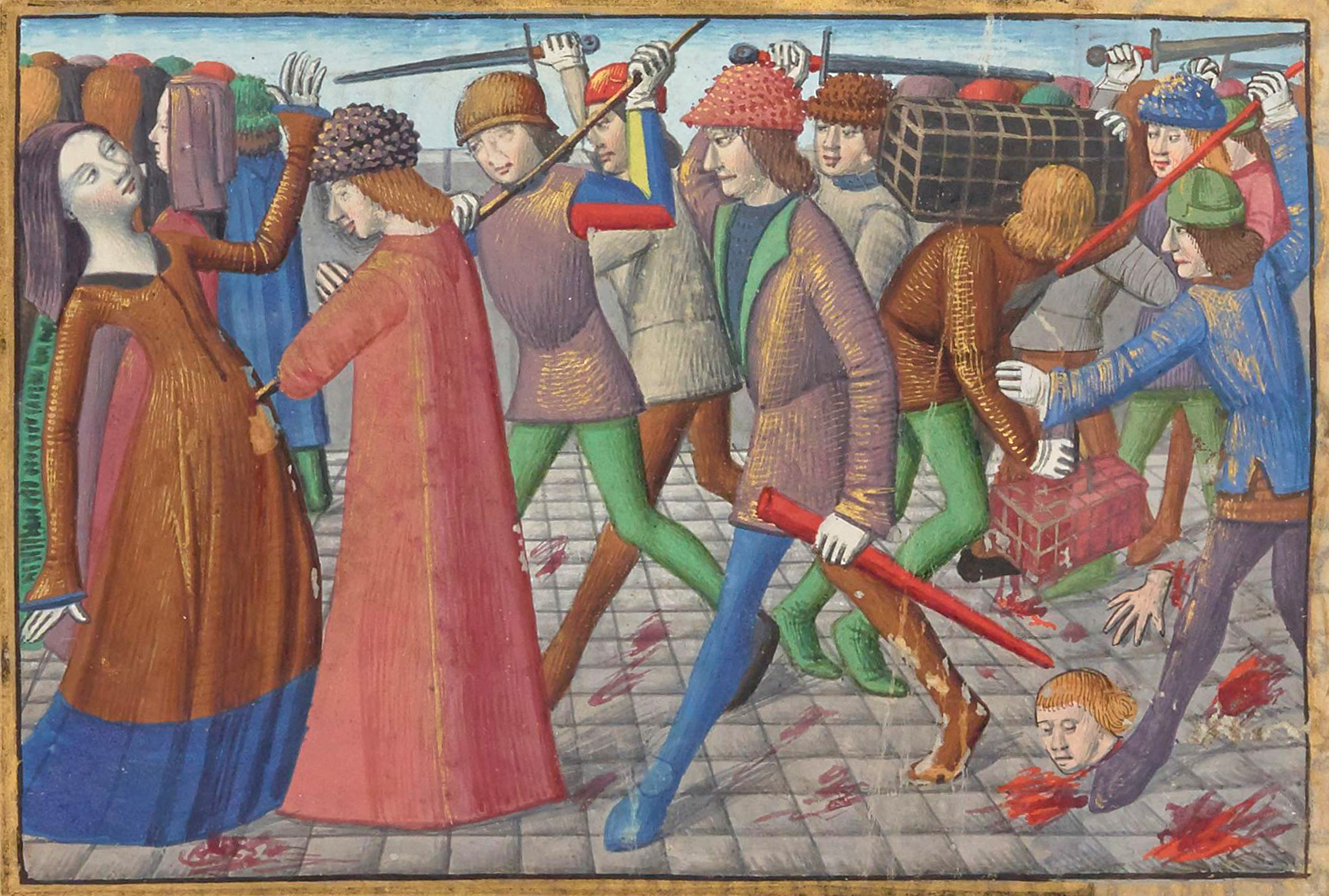
27 avril-22 mai : révolte des Cabochiens ; enluminure du XVe siècle

- 28 avril : le prévôt Pierre des Essarts, suspendu le 24 février, rentre secrètement à Paris et s'empare de la Bastille pour le dauphin Louis de Guyenne. En réaction, le duc de Bourgogne Jean sans Peur fomente les émeutes conduites par le boucher Simon le Coustelier, dit Caboche contre les Armagnacs. Les émeutiers arrêtent et emprisonnent les Armagnacs, envahissent à plusieurs reprises l’hôtel de Saint-Pol, résidence royale, et maltraitent les officiers du roi[9].
- 22 mai : les Cabochiens emprisonnent plusieurs seigneurs et courtisans dont duc de Bavière, frère de la reine[15].
- 25 mai - 27 mai : ordonnances dites cabochiennes promulguées par le duc de Bourgogne qui visent à réformer le gouvernement (réforme des institutions, contrôle plus fort des États généraux sur la fiscalité, équilibre du budget…). Ces ordonnances ne sont pas appliquées[9].
- 8 juin : Ladislas Ier de Naples s'empare de Rome. L'antipape Jean XXIII s'enfuit à Viterbe, puis à Florence et Milan[16].
- 20 juin : mariage de Philippe III de Bourgogne avec Bonne d'Artois[17].
- 22 juillet - 8 août : paix de Pontoise. Jean sans Peur signe un accord avec les princes[9].
- Juillet : Éric de Poméranie réunit à Nyborg le Danehof, le parlement traditionnel danois alors tombé en désuétude pour obtenir l’appui du peuple dans sa lutte contre les ducs de Slesvig. Il décide la confiscation des duchés à son profit pour félonie, jugement discutable mais confirmé par l’empereur Sigismond, cousin du roi[18]. Le Danehof, réunit pour la dernière fois, sera remplacé par un Parlement composé de quatre états, sur le modèle suédois.
- 23 août[19] : les Armagnacs chassent le duc de Bourgogne de Paris et gouvernent par la terreur contre les Cabochiens. L’avocat du roi Jean Juvénal des Ursins, avec 30 000 hommes d’armes délivre les prisonniers du Louvre et du Palais, puis chasse les Cabochiens. Les Armagnacs tiennent la capitale.
- 31 août : entrée des princes Armagnacs à Paris (Louis II d'Anjou, Charles d'Orléans, Jean de Bourbon, Jean d'Alençon, les comtes de Vertus, d'Eu et de Dammartin)[9].
- 5 septembre : les ordonnances cabochiennes sont abrogées[9].
- 30 octobre : l’empereur Sigismond, dans une lettre à toute la chrétienté, annonce la tenue d’un prochain concile à Constance[20].
- 9 décembre, Lodi : l'antipape Jean XXIII lance la bulle de convocation au concile de Constance pour le 1er novembre 1414[20].
- 18 décembre : fiançailles du futur Charles VII de France et de Marie d'Anjou, fille de Louis II d'Anjou et de Yolande d'Aragon[21].

- la peinture en 1413 sur Commons